# Liste der Baudenkmale in Groß Polzin
In der Liste der Baudenkmale in Groß Polzin sind alle denkmalgeschützten Bauten der Gemeinde Groß Polzin (Mecklenburg-Vorpommern) und ihrer Ortsteile aufgelistet. Grundlage ist die Veröffentlichung der Denkmalliste des Landkreises Ostvorpommern mit dem Stand vom 30. Dezember 1996. 

## Baudenkmale nach Ortsteilen

### Groß Polzin
| ID | Lage                | Bezeichnung                                                          | Beschreibung                                    | Bild                                                                 |
| -- | ------------------- | -------------------------------------------------------------------- | ----------------------------------------------- | -------------------------------------------------------------------- |
|    | Dorfzentrum (Karte) | Gutsanlage mit Gutshaus, Parkmauer, rechter und linker Stallspeicher | Relativ vollständig, aber überwiegend ungenutzt | Gutsanlage mit Gutshaus, Parkmauer, rechter und linker Stallspeicher |

### Klein Polzin
| ID | Lage                 | Bezeichnung                               | Beschreibung | Bild |
| -- | -------------------- | ----------------------------------------- | ------------ | ---- |
|    | Dorfstraße 3 (Karte) | Siedlergehöft mit Wohnhaus, Stallspeicher |              |      |

### Pätschow
| ID | Lage           | Bezeichnung                        | Beschreibung | Bild                               |
| -- | -------------- | ---------------------------------- | --- | ---------------------------------- |
|    | Nr. 45 (Karte) | Gutshaus und rechter Stallspeicher | Gutshaus - alter Putzbau unsaniert, saniert nur der rechte neuere Anbau. Stallspeicher unten Feldstein, oben Backstein - ruinös | Gutshaus und rechter Stallspeicher |

### Quilow
| ID | Lage                 | Bezeichnung                                                                                     | Beschreibung | Bild                                                                                            |
| -- | -------------------- | ----------------------------------------------------------------------------------------------- | --- | ----------------------------------------------------------------------------------------------- |
|    | Dorfzentrum (Karte)  | Friedhof, Umfassungsmauer mit Toranlage, Glockenstuhl, hist. Grabzeichen                        | Kirchhof liegt auf einem Hügel, Mauer aus gespaltenen Feldsteinen, Glockenstuhl mit Stahlgestell, Grabstelen an Kirchmauer                         | Friedhof, Umfassungsmauer mit Toranlage, Glockenstuhl, hist. Grabzeichen                        |
|    | Dorfstraße (Karte)   | Feuerwehrhaus                                                                                   | Einfaches Backsteingebäude mit 2 Toren | Feuerwehrhaus                                                                                   |
|    | Dorfzentrum (Karte)  | Gutsanlage mit Schloss (Nr. 45), Kornspeicher, zwei Stallspeicher, Schnitterkaserne (Nr. 54/55) | Unsanierter, 3- bzw. 2-gesch. Putzbau aus der Renaissance mit 5-gesch. Treppenturm; 2-gesch. Wirtschaftsgebäude aus Backstein mit Feldsteinsockel. | Gutsanlage mit Schloss (Nr. 45), Kornspeicher, zwei Stallspeicher, Schnitterkaserne (Nr. 54/55) |
|    | Nr. 5 (Karte)        | ehem. Schule (Wohnhaus)                                                                         | Backsteingebäude im äußeren Originalzustand | ehem. Schule (Wohnhaus)                                                                         |
|    | Nr. 41/42/43 (Karte) | Landarbeiterhaus mit Stallspeicher                                                              | |                                                                                                 |
|    | Dorfzentrum (Karte)  | Kirche                                                                                          | Backsteingebäude auf Feldsteinfundament ohne Turm                                                                                                  | Kirche                                                                                          |

## Quelle
- Bericht über die Erstellung der Denkmallisten sowie über die Verwaltungspraxis bei der Benachrichtigung der Eigentümer und Gemeinden sowie über die Handhabung von Änderungswünschen (Stand: Juni 1997; PDF, 934 kB)

- Karte mit allen Koordinaten:
- OSM |
- WikiMap